# Anna Wladimirowna Schorina
Anna Wladimirowna Schorina (russisch Анна Владимировна Шорина, * 26. August 1982 in Moskau) ist eine russische Synchronschwimmerin. 
Sie gewann bei den Olympischen Spielen 2004 und 2008 jeweils mit dem russischen Team die Goldmedaille in der Teamwertung. 2001, 2003, 2005 und 2007 als Mitglied des russischen Teams siegte Schorina bei der Weltmeisterschaft; 1999, 2000, 2002, 2004 und 2006 war Schorina mit dem russischen Team Europameisterin.